# Xicun (köpinghuvudort i Kina, Shanxi Sheng, lat 39,15, long 113,12)
Xicun är en köpinghuvudort i Kina. Den ligger i provinsen Shanxi, i den norra delen av landet, omkring 150 kilometer norr om provinshuvudstaden Taiyuan. Antalet invånare är 18 537. Befolkningen består av 8 869 kvinnor och 9 668 män. Barn under 15 år utgör 16,0 %, vuxna 15-64 år 72 %, och äldre över 65 år 10,0 %.
Runt Xicun är det ganska tätbefolkat, med 124 invånare per kvadratkilometer. Närmaste större samhälle är Ekou, 6,9 km öster om Xicun. Trakten runt Xicun består i huvudsak av gräsmarker.
Genomsnittlig årsnederbörd är 701 millimeter. Den regnigaste månaden är juli, med i genomsnitt 185 mm nederbörd, och den torraste är januari, med 4 mm nederbörd.